# Syngenes dolichocercus
Syngenes dolichocercus är en insektsart som beskrevs av Longinos Navás 1914. 
Syngenes dolichocercus ingår i släktet Syngenes och familjen myrlejonsländor. Inga underarter finns listade i Catalogue of Life.